# 1990: Воины Бронкса
«1990: Воины Бронкса» — итальянский фантастический фильм-антиутопия 1982 года на постапокалиптическую тему.
В 1983 году было снято продолжение (в котором из первого фильма сохранился лишь Трэш) под названием «Escape from the Bronx».

## Сюжет
1990-й год (на момент производства фильма будущее — впереди восемь лет). В Соединённых Штатах анархия. Закон в виде полиции действует только в некоторых местах, на остальной территории процветает вседозволенность.
Молодая и красивая дочь владельца могущественной корпорации «Manhattan» Энн попадает из Нью-Йорка в Бронкс, где властвуют разнообразные банды. На неё нападает банда «Зомби», причудливо выглядящие люди на роликовых коньках с раскрашенными лицами. От неизбежного насилия с последующей продажей в рабство её спасает байкерский клуб. Энн влюбляется в предводителя байкеров по прозвищу Трэш. Тем временем «Manhattan» отправляет на поиски Энн охотника за головами Хаммера, который для спасения девушки устраивает войну между байкерами Трэша и «Тиграми» местного чернокожего бандита Огра.
В мотоклубе Трэша находится предатель, а его новую подружку вновь похищают «Зомби». Корпорация решается на масштабный штурм резиденции Огра…

## В ролях
| Актёр              | Роль    |
| ------------------ | ------- |
| Марк Грегори       | Трэш    |
| Стефания Гудвин    | Энн     |
| Вик Морроу         | Хаммер  |
| Фред Уильямсон     | Огр     |
| Джошуа Синклер     | Айс     |
| Кристофер Коннелли | Хот Дог |
| Массимо Ванни      | Блэйд   |
| Джордж Истмен      | Голан   |